# Plazmoliza

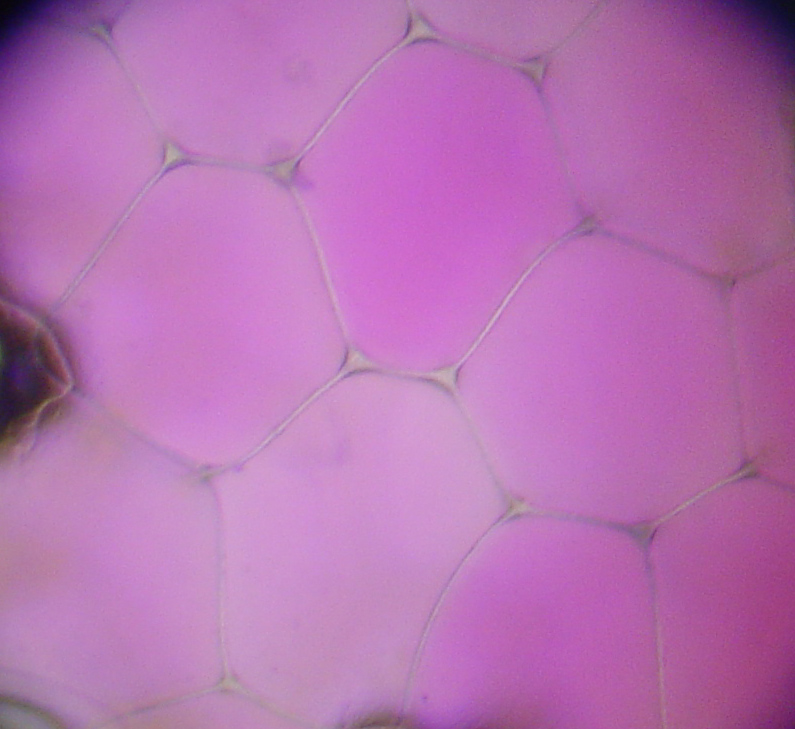
Przed plazmolizą cytoplazma (różowa) przylega do ścian komórkowych.

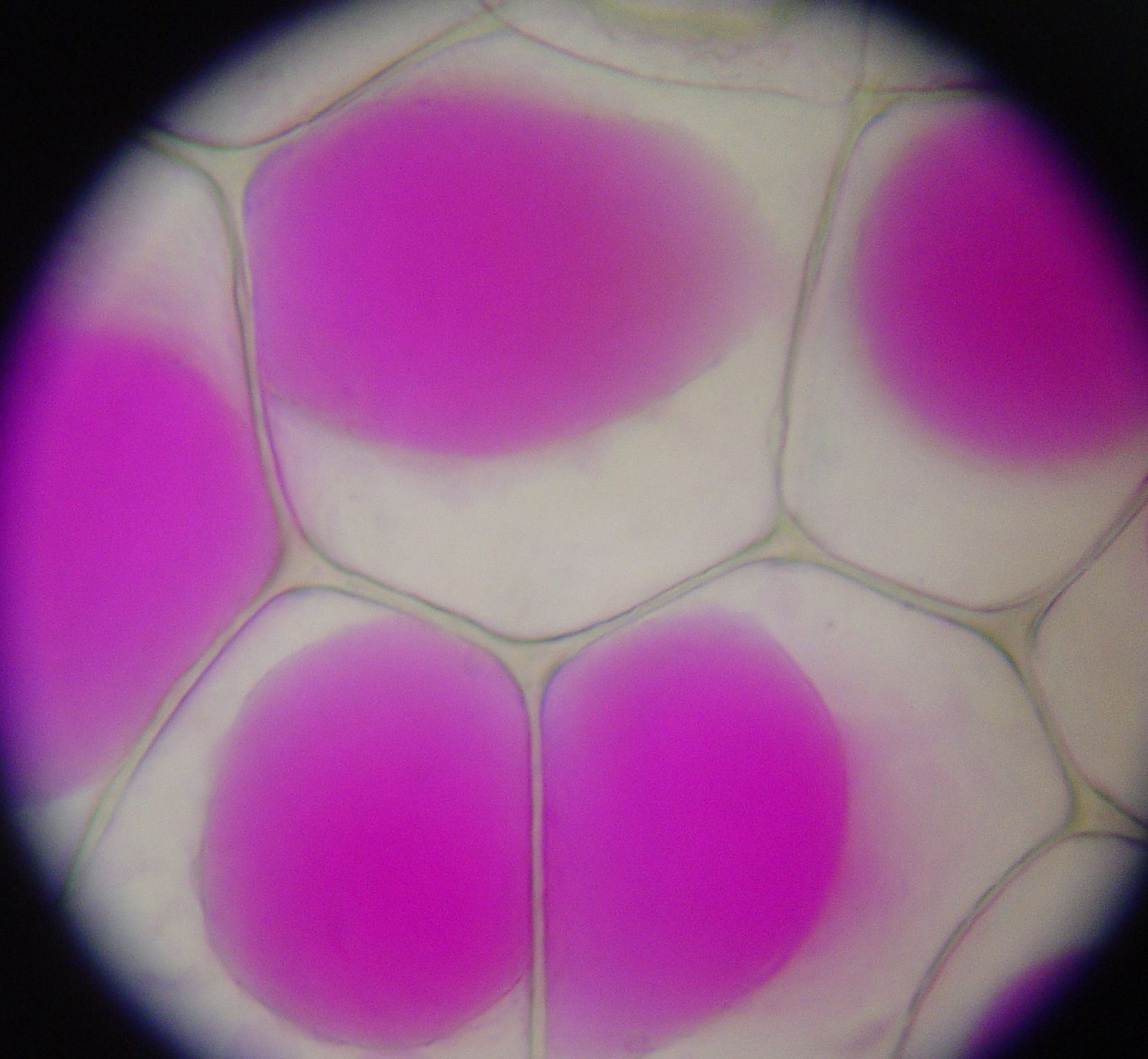
Cytoplazma w trakcie plazmolizy zmniejszyła swoją objętość.

Plazmoliza – zjawisko odstawania protoplastu od ściany komórkowej, w wyniku utraty wody i tym samym turgoru. Może zachodzić we wszystkich komórkach, mających ścianę komórkową. Plazmolizę można zaobserwować w komórkach roślinnych po umieszczeniu ich w roztworze hipertonicznym. Zgodnie z prawami osmozy woda przenika przez plazmalemmę z komórki do roztworu, co powoduje odwodnienie komórki i kurczenie się cytoplazmy podstawowej. Umieszczenie komórki, u której zaobserwowano kolejne stadia plazmolizy, w roztworze hipotonicznym spowoduje napływ wody do komórki i odzyskanie turgoru – deplazmolizę.
Wyróżnia się 3 rodzaje plazmolizy:
- kątowa (graniczna)
- wklęsła
- wypukła.

Proces odwrotny, polegający na pobieraniu wody przez wodniczki z roztworu zewnętrznego o mniejszym stężeniu, nazywa się deplazmolizą.
Zarówno deplazmoliza jak i plazmoliza mogą prowadzić do śmierci komórki.